# Hátsó-Gerlachfalvi-csúcs
A Hátsó-Gerlachfalvi-csúcs (szlovákul: Zadný Gerlach) a hatalmas tömegű Gerlachfalvi-csúcs csoportjának már magában véve is teljes önállósággal bíró északnyugati ormát képezi, amelyet a belőle délkeletre kiágazó mellékgerincben emelkedő főcsúcstól – a tulajdonképpeni Gerlachfalvi-csúcstól – a mélyen bevágott Tetmajer-horhos választ el.

## Fekvése
Maga a Hátsó-Gerlachfalvi-csúcs még a főgerincben fekszik, amelyben északnyugat felé a Hosszú-tavi-csúcstól (Litvor-csúcstól) a Hosszú-tavi-hágó (Litvor-hágó), nyugat felé pedig a Batizfalvi-csúcstól a Keleti-Batizfalvi-csorba választja el. Az előbbi hágóból kiinduló északnyugati gerincnek két meglehetősen önálló és jellegzetes kiemelkedése a Középső-Gerlachfalvi-torony és a Nagy-Gerlachfalvi-torony, míg a már szorosan a Hátsó-Gerlachfalvi-csúcs tömegéhez tartozó ún. Északi-Lavina-torony (Lavina-csúcs) e gerincnek teljesen jelentéktelen kiemelkedése. Bár a Hátsó-Gerlachfalvi-csúcs megmászását többnyire a Gerlachfalvi-csúcséval szokták egybekötni, meglátogatása magában is minden tekintetben jutalmazó és önálló túra. Kilátása – minthogy a csúcs a Felkai-, Batizfalvi- és Kacsa-völgynek épp az összeszögellésébén emelkedik – szebb mint a Gerlachfalvi-csúcsé.

## Története
Első megmászója: J. Stolarczyk volt, több zakopanei vezetővel 1870 körül. 
Az Magyarországi Kárpát-egyesület (MKE) 1885-ös évkönyvében jelent meg Forberger Vilmos, iglói festő rajza a Gerlachfalvi-csúcs tömbjéről. A Hátsó-Gerlachfalvi-csúcs még mint Névtelen, Unbenannt szerepel. Amikor 1889-ben meghal Dr. Róth Sámuel tanár, az MKE kinevezett egy háromtagú bizottságot (Dr. Szontagh M., Róth M., Dénes F.), hogy válasszanak egy addig névtelen csúcsot, amelyet Róth Sámuel-csúcsnak neveznének. A bizottság ezt a csúcsot választotta, az elnevezés azonban nem terjedt el általánosan az irodalomban. Az első világháború után a Csehszlovák Turista Klub a Slovenský štít (Szlovák-csúcs) elnevezést szorgalmazta, még egy 1:25 000 bontású részletes térképen is megjelentette, de kevés sikerrel, talán a helyrajzilag előtte található, nevében németül hangzó Gerlachfalvi-csúcs miatt. A Zadný Gerlach (Hátsó Gerlach) elnevezés honosodott meg. Ezt pontosították, így született meg a csúcs mai neve. Neve Gerlachfalva település nevéből ered, a Gerlachfalvi-csúcs tömbje a falu határába tartozott.

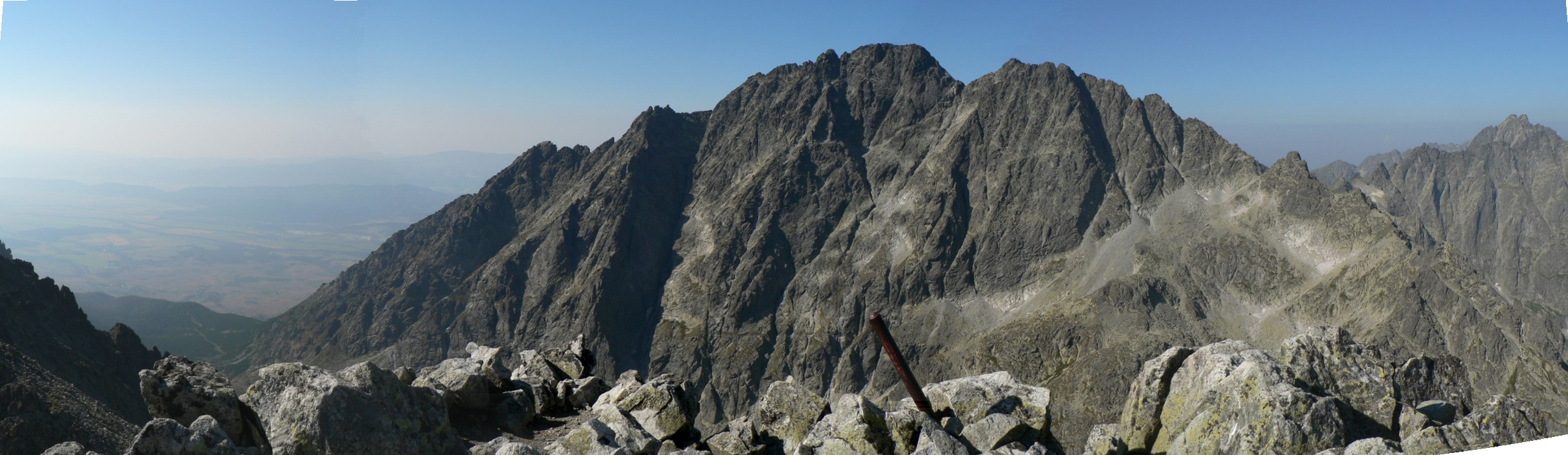
A Gerlachfalvi-csúcs (középen balra) és a Hátsó-Gerlachfalvi-csúcs (középen jobbra), közöttük a Tetmajer-horhos, jobbra a Középső-Gerlachfalvi-torony és a Nagy-Gerlachfalvi-torony

## Részei
A Déli-Lavina-torony vagy Lavina-csúcs a Hátsó-Gerlachfalvi-csúcs északi gerincének egyik jelentősebb kiemelkedése, a Hátsó-Gerlachfalvi-csúcs és a Nagy-Litvor-torony között. A Felkai-völgybe egy hatalmas háromszög alakú fallal szakad le, amely a Hátsó-Gerlachfalvi-csúcs masszívumával esik egybe. 
Első megmászók: Janusz Chmielowski – Klemens Bachleda és Stanisław Stopka vezetőkkel, 1904. július 26.
Nevét a 20. század elején hegymászóktól kapta, a Felkai-völgybe leszakadó falak lavinaveszélye miatt.
A Hátsó-Gerlachfalvi-csúcs északi gerincének utolsó jelentéktelen kiemelkedése. Neve eredetéről lásd a Déli-Lavina-torony alatt. Paryski Gerlachfalvi-kúpnak nevezi. Első megmászók: térképészeti munkákat végző katonák (hegyivezetőkkel ?), 1895 júliusában vagy augusztusában.